# يفغيني غريشين
يفغيني غريشين (Yevgeny Grishin) (بالروسية: Евге́ний Рома́нович Гри́шин) هو لاعب أولمبي لرياضة تزلج سريع من الاتحاد السوفيتي. شارك في الأولمبياد الشتوي في 1956–1964، وفاز بما مجموعه 5 ميداليات.

## الميداليات
| ذهب | فضة | برونز | المجموع |
| 4   | 1   | 0     | 5       |

## روابط خارجية
- يفغيني غريشين على موقع SpeedSkatingBase.eu (الإنجليزية)
- يفغيني غريشين على موقع SpeedSkatingNews.info (الإنجليزية)
- يفغيني غريشين على موقع SpeedSkatingStats.com (الإنجليزية)
- يفغيني غريشين على موقع اللجنة الأولمبية الدولية (الإنجليزية)
- يفغيني غريشين على موقع أوليمبيديا (الإنجليزية)
- يفغيني غريشين على موقع اللجنة الأولمبية الصينية (الإنجليزية)